# Mizumaki
Mizumaki (水巻町?) è una cittadina giapponese della prefettura di Fukuoka.